# Ambrosio Bocanegra
Ambrosio Bocanegra (italsky Ambrogio Boccanegra, (? Janov - 1374 Andalusie) byl kastilský námořník, pocházející z Janova.

## Životopis
Byl synovcem Simona Bocanegry, který byl prvním dóžetem Janovské republiky a syn Egidia Bocanegry, který pomohl v roce 1341 kastilskému králi Alfonsovi XI. ve válce proti Marinovcům a jejich spojencům v Granadě. Také se účastnil bitvy na del Río Salado. Za věrné služby obdržel od krále Alfonse XI. panství v Andalusií Palma del Río, kde se usadil s rodinou.
V roce 1359 se Ambrosio Bocanegra účastnil námořní výpravy jako velitel galéry, kterou zorganizoval král Petr I. Kastilský proti Aragonii. Během následujících let se účastnil námořních kampaní svého otce. Jednou z těchto kampaní byla účast v bitvě u Nájery, během první španělské občanské války, kde vedli boj proti králi. Jeho otec byl stoupencem králova nevlastního bratra, budoucího krále Jindřicha II. Kastilského, ale v roce 1367 byl popraven. Po popravě otce Ambrosio Bocanegra uprchl z obav o svůj život do Francie a zpět na své panství se vrátil až po smrti krále Petra I.

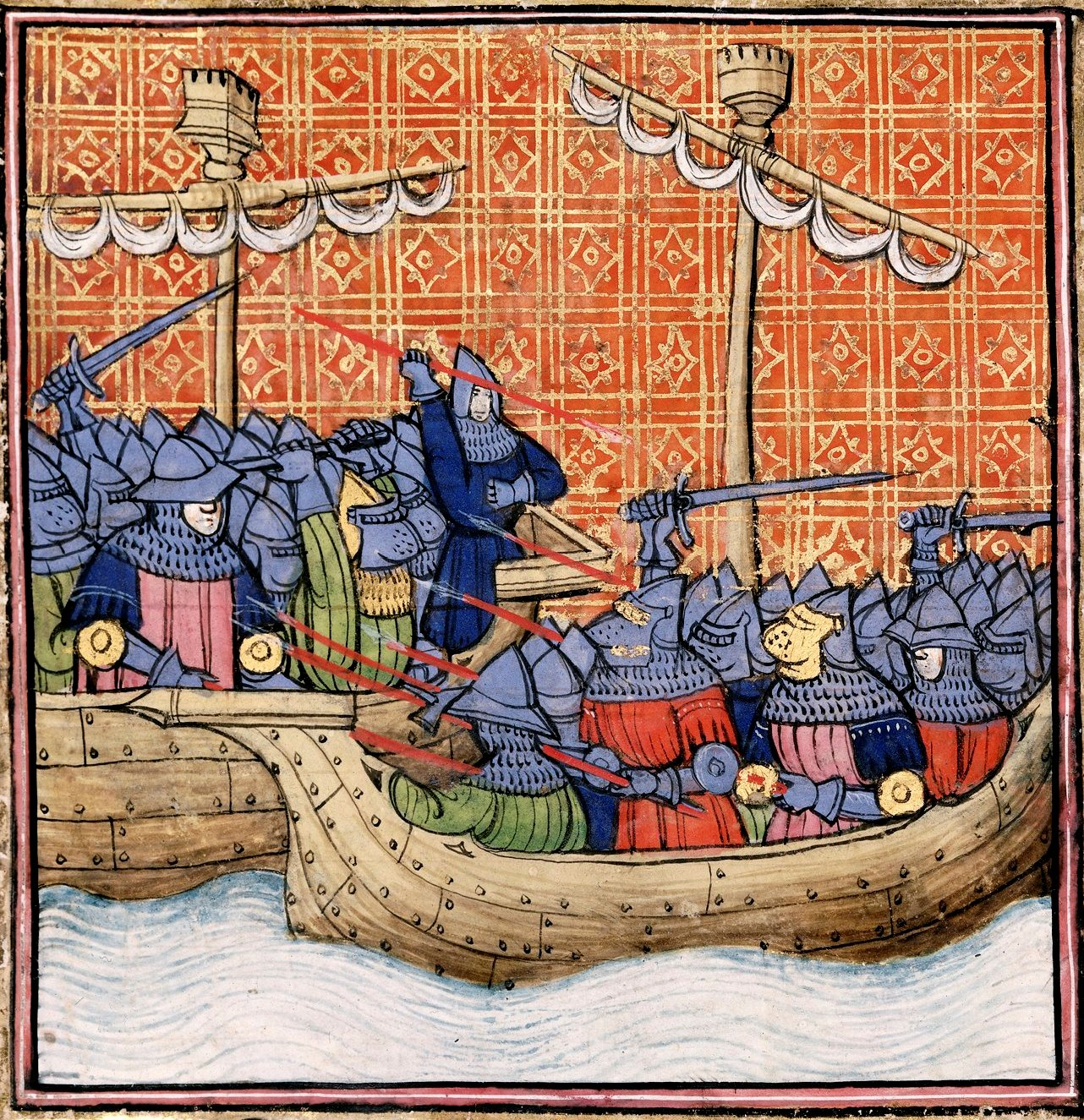
bitva u La Rochelle

Dne 6. srpna 1370 byl jmenován admirálem Kastilie. Jmenování mu umožnilo uplatnit privilegia v soudní moci, právo na třetinu zisku nebo jiná různá ekonomická práva. Následovala první Ferdinandova válka proti Portugalsku. V námořních bitvách byla úspěšnější Kastilie, která podepsala s Portugalskem Alcoutimskou smlouvu. Smlouvou skončila hrozba povstání proti Kastilií na Pyrenejském poloostrově a Ambrosio Bocanegra byl v čele vojenské výpravy vyslán Jindřichem II. na pomoc Francii. Jeho flotila vyplula k La Rochelle, kde francouzská armáda konstábla Bertranda du Guesclina bránila město proti anglickému vojsku. Anglický král Edward III. na to reagoval vysláním 36 lodí pod velením sira Johna Hastingse, hraběte z Pembroke. Bitva u La Rochelle proběhla 22. až 23. června 1372. V bitvě zvítězil admirál Bocanegra nad anglickým loďstvem. Všechny anglické lodě byly potopeny. Následné francouzsko-kastilské útoky umožnili kontrolu nad Lamanšským průlivem, čímž byly i hrozbou pro jihozápadní pobřeží Anglie. V roce 1373 se zúčastnil vítězné bitvy u Lisabonu, která byla jeho poslední bitvou. Počátkem roku 1374 zemřel ve své vile v Palma del Río.